# Grindsted Kommune
Grindsted Kommune i Ribe Amt blev dannet ved kommunalreformen i 1970. Ved strukturreformen i 2007 blev den sammen med en del af Give Kommune og den gamle Billund Kommune lagt sammen til (den nye) Billund Kommune, som har kommunesæde i Grindsted.

## Tidligere kommuner
Grindsted Kommune blev dannet ved sammenlægning af 4 sognekommuner:
| Kommune     | Folketal 1. januar 1970 | Byer        |
| ----------- | ----------------------- | ----------- |
| Filskov     | 1.031                   | Filskov     |
| Grindsted   | 9.238                   | Grindsted   |
| Hejnsvig    | 2.216                   | Hejnsvig    |
| Sønder Omme | 2.786                   | Sønder Omme |
| I alt       | 15.271                  |             |

Ansager Sognekommune med 3.903 indbyggere blev delt, så Grindsted Kommune fik den mindste del med byen Stenderup (Stenderup-Krogager), og Ølgod Kommune fik hovedparten. Desuden fik Grindsted Kommune 16 matrikler fra Blåhøj Sogn i Brande Kommune. Derimod afgav Grindsted Kommune en del af et ejerlav i Sønder Omme Sogn til Aaskov Kommune.

## Sogne
Grindsted Kommune bestod af følgende sogne:
- Filskov Sogn (Nørvang Herred)
- Grindsted Sogn (Slavs Herred)
- Hejnsvig Sogn (Slavs Herred)
- Stenderup Sogn (Øster Horne Herred)
- Sønder Omme Sogn (Nørvang Herred)

## Borgmestre[3]
| Navn                  | Parti             | Periode   |
| --------------------- | ----------------- | --------- |
| A. Christian Andersen | Venstre           | 1970-1982 |
| Jens Brink Pedersen   | Venstre           | 1982-1994 |
| Poul Køppen           | Socialdemokratiet | 1994-2002 |
| Ib Kristensen         | Venstre           | 2002-2006 |